# Étienne Jodelle

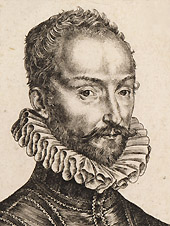
Étienne Jodelle

Étienne Jodelle (* 1532 in Paris; † 1573 ebenda) war ein französischer Autor.
Dieser heute kaum mehr bekannte Dramatiker hat in der französischen Literaturgeschichte eine gewisse Bedeutung durch zwei zu ihrer Zeit neuartige Stücke, die er als ganz junger Mann verfasste: die Komödie Eugène (1552) und vor allem die Tragödie Cléopâtre captive (= die gefangene Kleopatra) von 1553.
Die Tragödie, welche darstellt, wie die besiegte ägyptische Königin Kleopatra sich durch Selbstmord der Demütigung durch ihren Besieger, den römischen Kaiser Octavian alias Augustus, entzieht, war in mehrfacher Hinsicht neu: Zum einen ist sie das erste ernste, also nicht komische, französische Stück mit nichtreligiöser Thematik. Weiterhin ist sie das erste französische Stück mit antikem Stoff (den Jodelle aus den parallelen Biografien des Griechen Plutarch bezog). Vor allem aber ist sie die erste französische Tragödie nach antikem Muster, insbes. mit ihrem Aufbau in fünf Akten und der Einführung eines Chores. Auch die zumindest teilweise Abfassung in Alexandrinern war eine Neuerung. Das Stück war ein Publikumserfolg bei der Pariser Erstaufführung und wurde in den literarisch interessierten Kreisen als gewissermaßen längst notwendige Errungenschaft begrüßt. Für die Mitglieder der humanistisch orientierten Pariser Dichtergruppe der Pléiade, zu denen Jodelle zählte, bedeutete es die Umsetzung ihrer Theorien, wonach sich die französische Literatur durch Orientierung an der klassischen Antike zu erneuern habe.
Im selben Sinne hatte Jodelle schon im Vorjahr den Eugène verfasst, ein Stück, das zwar in Paris spielt und das typische Farcenthema des Cocuage bearbeitet, sich aber in der Machart ebenfalls an antiken Vorbildern, nämlich Komödien der klassisch römischen Autoren Plautus und Terenz orientierte.
1555 schrieb er eine weitere antikisierende Tragödie, Didon se sacrifiant (= die sich aufopfernde Dido).
Sowohl mit seinen Tragödien als auch der Komödie verwirklichte Jodelle allerdings nicht nur Ideen der Pléiade-Gruppe, sondern folgte zugleich auch einer aus Italien kommenden Tendenz, wo man schon seit etwas längerer Zeit versuchte, das volkssprachliche Theater in Anlehnung an antike lateinische und griechische Vorbilder zu erneuern.
Seine Lyrik, die er schon sehr jung zu verfassen begann, gilt als weniger bedeutend.